# Campandré-Valcongrain
Campandré-Valcongrain (Ausspracheⓘ) ist eine ehemalige französische Gemeinde mit zuletzt 105 Einwohnern (Stand: 1. Januar 2014), den Campandréen, im Département Calvados in der Region Normandie.
Zum 1. Januar 2017 wurde Campandré-Valcongrain im Zuge einer Gebietsreform zusammen mit sechs benachbarten Gemeinden als Ortsteil in die neue Gemeinde Les Monts d’Aunay eingegliedert.

## Geografie
Campandré-Valcongrain liegt rund 30 km südsüdwestlich von Caen. Das im Département Manche gelegene Saint-Lô ist etwa 45 km entfernt.

## Bevölkerungsentwicklung
| Jahr                             | 1793 | 1836 | 1876 | 1926 | 1946 | 1968 | 1990 | 2014 |
| Einwohner                        | 302  | 344  | 252  | 134  | 141  | 111  | 80   | 105  |
| Quelle: Cassini, EHESS und INSEE |      |      |      |      |      |      |      |      |

## Sehenswürdigkeiten
- Kirche Saint-Pierre aus dem 12./13. Jahrhundert